# Гюнтер Йордан
Не плутати з офіцером сухопутних військ!
Гюнтер Йордан (нім. Günther Jordan; 12 лютого 1919, Бремен — 28 жовтня 1943, Атлантичний океан) — німецький офіцер-підводник, капітан-лейтенант крігсмаріне.

## Біографія
9 жовтня 1937 року вступив на флот. З вересня 1940 по квітень 1941 року — офіцер роти 1-ї навчальної дивізії підводних човнів. З 29 травня 1941 року — 1-й вахтовий офіцер на підводному човні U-132. У вересні-жовтні 1942 року пройшов курс командира човна. З 7 листопада 1942 року — командир U-274, на якому здійснив 2 походи (разом 24 дні в морі). 23 жовтня 1943 року U-274 був потоплений в Північній Атлантиці південно-східніше мису Фарвель (57°14′ пн. ш. 27°50′ зх. д.) глибинними бомбами британських есмінців «Дункан», «Відетт» і британського бомбардувальника «Ліберейтор». Всі 48 членів екіпажу загинули.

## Звання
- Кандидат в офіцери (9 жовтня 1937)
- Морський кадет (28 червня 1938)
- Фенріх-цур-зее (1 квітня 1939)
- Оберфенріх-цур-зее (1 березня 1940)
- Лейтенант-цур-зее (1 травня 1940)
- Оберлейтенант-цур-зее (1 квітня 1942)
- Капітан-лейтенант (1 квітня 1944; посмертно)